# Noccaea pawlowskii
Noccaea pawlowskii är en korsblommig växtart som först beskrevs av Dvoráková, och fick sitt nu gällande namn av Josef Holub. Noccaea pawlowskii ingår i släktet backskärvfrön, och familjen korsblommiga växter. Inga underarter finns listade i Catalogue of Life.